# Samuel Rodman
 (septembre 2022).
Si vous disposez d'ouvrages ou d'articles de référence ou si vous connaissez des sites web de qualité traitant du thème abordé ici, merci de compléter l'article en donnant les références utiles à sa vérifiabilité et en les liant à la section « Notes et références ».
 (septembre 2022).
Pour les articles homonymes, voir Rodman.
Samuel Jacob Rodman (né vers 1898, date de décès inconnue), est un agent double américain pendant la Seconde Guerre mondiale. 

## Biographie
Rodman est employé par l'Administration des Nations unies pour le secours et la reconstruction (UNRRA) et espionne pour l'Union soviétique en même temps. Rodman est membre du Parti communiste des États-Unis (CPUSA) et ses occupations précédentes sont l'enseignement et le journalisme.
Bernard Schuster est le contact de Rodman avec le NKVD. Rodman est engagé dans l'espionnage au nom de l'Union soviétique alors qu'il travaille en Yougoslavie pour l'UNRRA.
Rodman est référencé dans le décryptage du Projet Venona suivant :
- 1553 KGB New York à Moscou, 4 novembre 1944 ; Fichier gif.